# Giovanni Carrara (archeologo)
Giovanni Carrara (Pola, 3 giugno 1806 – Pola, 13 agosto 1850) è stato un archeologo italiano, attivo nell'Istria di epoca asburgica.

## Storia
Nacque da Giuseppe e Maria Antonia Lazzarini. Il padre, che aveva origini feltrine, durante la dominazione napoleonica era stato pubblico dispensiere di sali e tabacchi ma morì nel 1811.
Il Carrara si formò inizialmente presso il ginnasio vescovile di Feltre (1815-1822), passando poi al convitto dei nobili di Zagabria dove rimase appena dieci mesi (1822-1823). Tornato nella città natale, si cimentò sugli studi letterari e mise in piedi un gruppo di dilettanti che organizzava drammi presso il palazzo comunale; inoltre, pubblicò alcuni sonetti composti in occasione delle festività pubbliche.
Frattanto si era sviluppato a Pola l'interesse per l'archeologia romana e nel 1828 il Carrara, preoccupato per la dispersione e la distruzione dei reperti, venne nominato conservatore delle antichità. In questa veste condusse delle ricerche presso Fasana e Gallesano e compì scavi presso l'acropoli, l'arena, la porta Gemina e l'acquedotto. I ritrovamenti venivano poi raccolti nel tempio di Augusto.
Lavorò in un clima difficile, afflitto dalla malaria e circondato dall'incompresione delle stesse autorità comunali: nel 1830 non riuscì a impedire la demolizione del monastero bizantino di Santa caterina, ma, d'altro canto, nel 1833 ottenne di poter restaurare il tempio d'Augusto e l'arco dei Sergi, favorito da una visita dell'imperatore Francesco I. Nel 1844, dopo una visita del successore Ferdinando I, ebbe l'autorizzazione a condurre nuove ricerche e rinvenne il selciato del foro romano, i ruderi di un antico edificio fra il tempio e il palazzo comunale e resti di palafitte sotto il selciato romano di porta Aurea. Lavorò inoltre ai castellieri sparsi nei dintorni di Valle, Rovigno e Promontore.
I suoi sforzi non furono vani e, verso la fine degli anni 1840, cominciò ad essere conosciuto e apprezzato, ricevendo il plauso di numerose personalità, quali il governatore Franz von Stadion, lo storico Cesare Cantù, l'archeologo Francesco Carrara. Suo punto di riferimento fu però l'archeologo Pietro Kandler, con cui fu in stretto contatto per comunicare le proprie scoperte o per chiedere consiglio.
In seguito eseguì rilievi del Ninfeo, del teatro dello Zaro e delle porte, ma non tralasciò nemmeno i monumenti più tardi come i battisteri di Santa Maria del Canneto e di Santo Stefano. Tra il 1847 e il 1848 portò alla luce numerose epigrafi e i basamenti delle statue imperiali di Tiberio, Marco Aurelio e Caracalla.
Morì prematuramente nel 1850 lasciando numerosi studi e progetti, sia pubblicati che inediti (tra i progetti rimasti sulla carta, l'allestimento di un giardino archeologico in cui radunare i resti raccolti). Alcune sue carte, donate dagli eredi al Museo di Pola, vennero pubblicate postume nelle Mittheilungen der k.k. Central Commission. È invece andata dispersa la sua consistente collezione numismatica.
Nel 1857, su iniziativa del Kandler, gli fu dedicato un busto marmoreo e gli venne intitolato il viale che lambisce a nord le mura romane.